# 周斌 (1962年)
周斌（1962年6月—），男，河南太康人，中华人民共和国政治人物。

## 生平
1983年毕业于河南农学院农学系农学专业。毕业后在，早年在河南省农牧厅农技推广站任职，历任该厅综合科干部、科员，农业信息中心副主任、主任科员，农业信息中心主任，1992年调任中共郑州市委办公厅副县级秘书、办公厅副主任，1995年11月至1999年7月，下放出任中共荥阳市委副书记、市长，1999年，回到郑州，出任市政府副秘书长。2001年2月至2002年8月，任郑州市邙山区区长。2002年上调河南省委组织部，出任组织二处处长，2006年，升任河南省委组织部副巡视员，2014年升任中共河南省委组织部副部长，翌年，兼任河南省委省直管县工作委员会副书记，2016年，改兼任老干部局局长。2017年2月，任中共平顶山市委副书记、市政府副市长、代市长。2017年4月，当选平顶山市市长。2017年12月，任中共平顶山市委书记。
2021年7月，改任河南省人大常委会选举任免代表联络工作委员会副主任，同年11月升任河南省人大常委会选举任免代表联络工作委员会主任。